# Efekt buba-kiki

„kiki” – z lewej; „buba” – z prawej

Efekt buba-kiki – przykład niearbitralnego asocjowania dźwięków mowy z wizualnym kształtem obiektów. Efekt ten wykazano po raz pierwszy w drodze eksperymentów psychologicznych przeprowadzonych przez niemieckiego badacza Wolfganga Köhlera. Przebywając na Teneryfie, Köhler zaprezentował uczestnikom eksperymentu obiekty podobne do tych przedstawionych po prawej stronie i zapytał ich, który kształt to „takete”, a który to „baluba” („maluma” w wersji z 1947 roku). Chociaż nie zostało to wyraźnie stwierdzone, Köhler sugeruje, że istniała zdecydowana tendencja do asocjowania postrzępionego kształtu z wyrazem „takete”, a zaokrąglonego kształtu ze słowem „baluba”.
W 2001 roku Vilayanur S. Ramachandran i Edward Hubbard powtórzyli eksperyment Köhlera; posłużyli się jednak wyrazami „kiki” i „buba”. Poprosili oni studentów amerykańskich uczelni oraz użytkowników języka tamilskiego (Indie) o określenie, który z przedstawionych kształtów to „buba”, a który to „kiki”. W obu grupach od 95% do 98% uczestników określiło okrągły obiekt jako „buba”, a postrzępiony jako „kiki”, co sugeruje, że ludzki mózg w pewien konsekwentny sposób przypisuje kształtom i dźwiękom abstrakcyjne znaczenia. Efekt kiki/buba jest potencjalnie istotny w kontekście ewolucji języka, ponieważ sugeruje, że nazewnictwo obiektów nie jest całkowicie arbitralne, konwencjonalne. Zjawisko to może stymulować rozwój początkowego zasobu słownego języka.
Wykazano również, że efekt pojawia się, gdy słowa do sparowania są istniejącymi imionami, co sugeruje, że pewna znajomość bodźców językowych nie eliminuje efektu. Badanie wykazało, że osoby będą kojarzyć nazwy takie jak „Molly” z okrągłymi sylwetkami oraz imiona takie jak „Kate” z ostrymi sylwetkami. Co więcej, osoby będą kojarzyć różne cechy osobowości z dowolną grupą nazw (np. niefrasobliwość z „okrągłymi imionami”; determinację z „ostrymi imionami”). Może to wskazywać na rolę abstrakcyjnych koncepcji w efekcie.

## Przyczyny
Ford i Schwartz wysunęli tezę, że efekt kiki-buba opiera się na dwóch kluczowych cechach akustycznych: równowadze spektralnej i ciągłości czasowej dźwięku. Ich badania wskazują, że percepcja dźwięku jako „kiki” lub „buba” zależy od prawdopodobieństwa, że dźwięk jest generowany przez obiekt o kształcie okrągłym lub kolczastym, oddziałujący z twardą powierzchnią.
Przytoczona teza sugeruje, że obiekty o kształcie okrągłym mają niższe częstotliwości rezonansowe w porównaniu do podobnych obiektów o kształcie kolczastym. W wyniku tego generowane przez nie dźwięki charakteryzują się większą ilością energii w niższych zakresach spektrum akustycznego. Gdy takie okrągłe obiekty poruszają się po twardej powierzchni, powstają dźwięki o bardziej płynnych trajektoriach. W przypadku obiektów kolczastych dźwięki są bardziej złożone i „kolczaste” w naturze.